# National Society of Film Critics
La Sociedad Nacional de Críticos de Cine de Estados Unidos —en inglés: National Society of Film Critics (NSFC)— es una organización establecida el año 1966 con el fin de «promover el arte y la ciencia de la crítica del cine para publicaciones de interés general»; actualmente está conformada por alrededor de 60 periodistas de medios escritos, blogueros, personalidades de la televisión y expertos de cine de Estados Unidos.

## Historia
La organización tuvo entre sus fundadores al crítico de Saturday Review Hollis Alpert, a Pauline Kael, escritora de The New Yorker, Joe Morgenstern de Newsweek y Richard Schickel de Life Magazine.

## Categorías
Cada año, la agrupación se reúne para entregar un galardón a lo mejor del cine del último año calendario en las siguientes categorías: 
- Mejor Película
- Mejor actor
- Mejor actriz
- Mejor director
- Mejor película extranjera
- Mejor documental
- Mejor película de no ficción y
- Mejor  guion, entre otros.[3]